# 漢口大空襲
漢口大空襲（かんこうだいくうしゅう）は、太平洋戦争・日中戦争後期の1944年12月17日に、アメリカ陸軍航空軍が日本勢力下の漢口（現武漢市の一部）に対して行った航空攻撃である。戦闘の結果、日本陸軍の防空戦闘機隊は大きな損害を受け、漢口の市街地の半分が焼失した。アメリカ軍がB-29爆撃機と焼夷弾（ナパーム弾のM69焼夷弾 ）による大規模な都市爆撃を行った最初の事例であり、その後の日本本土空襲において焼夷弾を使った絨毯爆撃戦術を導入する参考にもなった。

## 背景

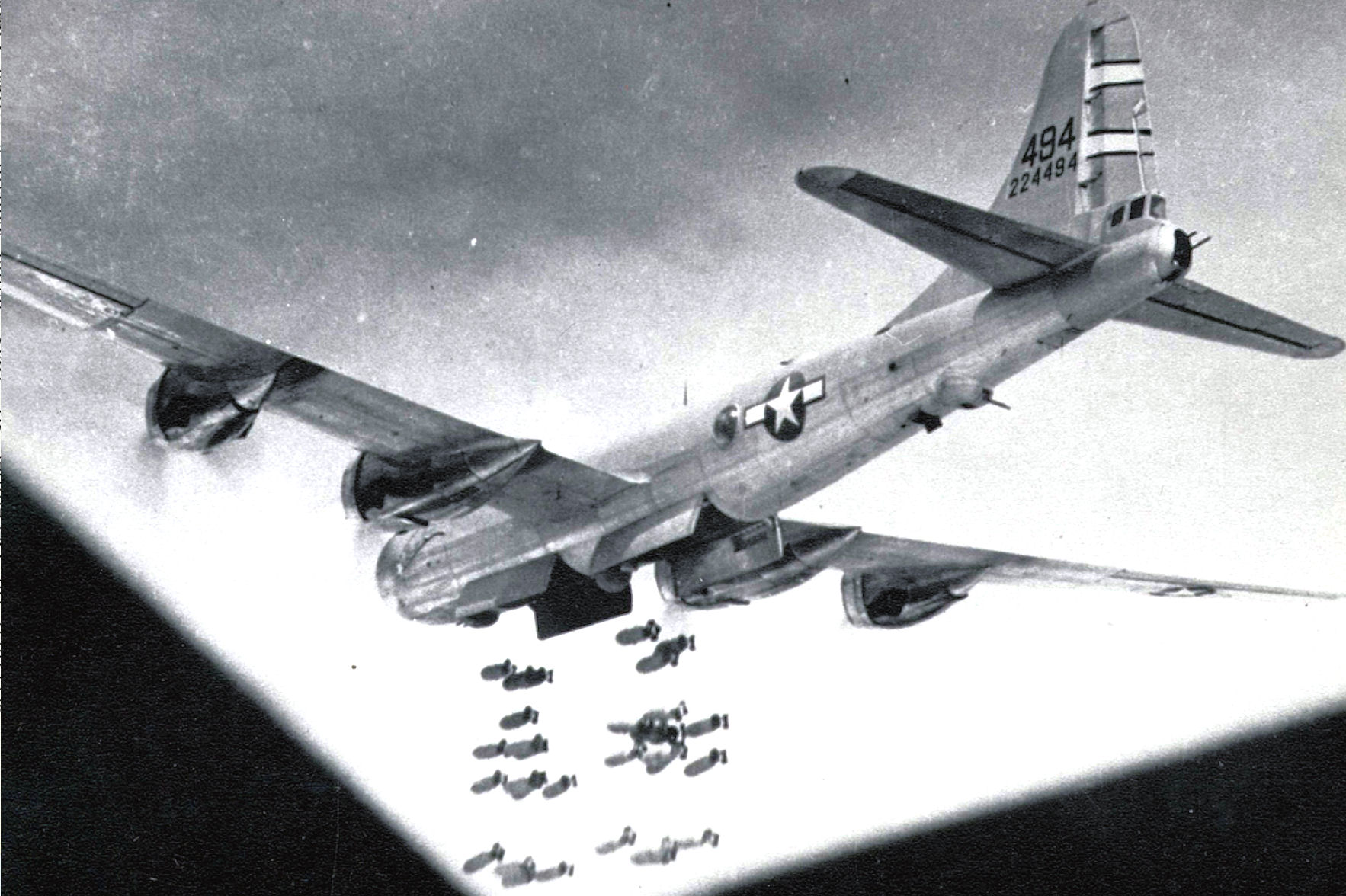
1944年10月18日、台湾を空襲する第468爆撃群所属のB-29爆撃機。

### 中国戦線での航空戦
日中戦争で中国各地を占領した日本軍は、太平洋戦争開始後も中国戦線で多くの重要都市を勢力下に置いていた。漢口も日本軍に占領され、1944年（昭和19年）当時は汪兆銘政権の湖北省の省轄市として統治されていた。
太平洋戦争中盤の1943年（昭和18年）、アメリカ陸軍航空軍は中国戦線を担当する第14空軍（司令官：クレア・リー・シェンノート中将）を編成し、同年11月に新竹空襲を成功させるなど中国戦線での対日航空作戦を本格化させた。さらに、アメリカ軍は、最新鋭の長距離爆撃機であるB-29爆撃機を中国に配備して日本本土を攻撃することを計画し（マッターホルン作戦）、B-29爆撃機装備の第20爆撃集団を第20空軍下に新編するとともに、成都近郊に大規模な航空基地を建設した。第20爆撃集団所属のB-29爆撃機は、1944年（昭和19年）6月の八幡空襲を手始めに日本本土などに対する戦略爆撃に着手した。その攻撃は、九州北部のほか、中国北部や台湾、満洲にも及んだ。ただ、第20爆撃集団の使用する燃料弾薬などの物資は、イギリス領インドからハンプ越え（en）と称するヒマラヤ山脈上空ルートを通り昆明市経由の空輸でわずかずつ運ぶため、1機あたりの出撃回数が月2回程度に制限されていた。
一方、日本軍の状況は、1944年2月に中国戦線の陸軍航空部隊として第5航空軍を編成していた。日本軍は、アメリカ第14空軍の活動活発化や新型爆撃機B-29の出現情報から、中国を拠点としたアメリカ軍機による日本本土空襲を警戒するようになった。そこで、日本の支那派遣軍は、1944年4月にアメリカ軍の航空基地制圧を目的の一つとして大陸打通作戦を発動し、衡陽などの航空基地を占領した。しかし、日本軍の航空戦力は太平洋方面での戦闘に主力を注いでいるため質量共に低下しており、中国戦線での制空権争いで劣勢になりつつあった。1944年11月13日時点での日本陸軍第5航空軍の稼動兵力は、各種戦闘機48機・九九式双発軽爆撃機38機など総計152機を保有するだけであった。第5航空軍は防空戦力を漢口など武漢地区に集中配備しており、戦闘機装備の4個飛行戦隊のうち飛行第25戦隊・飛行第48戦隊・飛行第85戦隊（12月中旬に転入）の3個戦隊を集めていた。第5航空軍は、1944年9月8日から11月21日までの6回にわたり、成都周辺のB-29爆撃機を狙って小規模な夜間空襲を繰り返していたが、大きな戦果は上がっていなかった。逆に12月8日には、南京市の日本軍航空基地がアメリカ軍P-51戦闘機の攻撃を受けて、一挙に27機の航空機を失うなど消耗が激しかった。

### 兵站拠点漢口に対する攻撃計画
第20空軍麾下の第20爆撃集団が長距離戦略爆撃としてのマッターホルン作戦に従事していたのに対し、第14空軍のシェンノート司令官は、シーレーンなどの兵站攻撃に重点を置くべきだと主張していた。シェンノートは、アメリカ陸軍航空軍司令官兼第20空軍司令官ヘンリー・アーノルド大将に対し、中国戦線における日本軍最大の兵站拠点と目された漢口を攻撃するため、第20爆撃集団を投入するよう要求した。アーノルドは、B-29は戦略爆撃に使用するべきだとして戦術的な漢口空襲への協力を一度は拒み、本来の攻撃目標が悪天候などで爆撃不能だった場合の予備的攻撃目標として漢口を指定しただけであった。しかし、1944年10月に中国・ビルマ・インド戦線のアメリカ軍総指揮官に着任したアルバート・ウェデマイヤー中将は、日本側の大陸打通作戦による危機感の高まりからシェンノートの提案を強く支持し、第20爆撃集団に延べ100機規模による大規模空襲を命令した。第20爆撃集団司令官カーチス・ルメイ少将（8月29日着任）は、ウェデマイヤー中将の指揮権が第20爆撃集団に及ぶのか本国に確認した後、ついに漢口空襲に動き出した。
ルメイ少将がウェデマイヤー中将及びシェンノート中将とそれぞれ打ち合わせをした結果、第一波として第20爆撃集団第58爆撃団のB-29が長江岸の市街地のドックや物資集積所を爆撃し、その1時間後に第14空軍機が郊外の飛行場へ攻撃を仕掛けることになった。これは、第一波の第20爆撃集団機が日本軍戦闘機を迎撃に誘い出し、その日本軍戦闘機が補給のため着陸した隙を狙い、第14空軍機が飛行場を時間差攻撃するという作戦であった。出撃するB-29の兵力は当初60機と予定されたが、エンジンの改修が終わっていない機体も投入して最終的に94機が集められた。攻撃日は当初12月15日と設定され、その後に12月18日へ変更された。
そして、第一波のB-29爆撃機は、新戦術として主に焼夷弾を使用することが計画された。第二次世界大戦期のアメリカ陸軍航空軍は通常爆弾による精密爆撃戦術を重視しており、第20爆撃集団やマリアナ諸島に進出した第21爆撃集団のB-29も、当初は工業地帯を目標として昼間の高高度精密爆撃を主に行っていた。しかし、ジェット気流や視界を遮る雲に妨げられて爆撃照準が難しかったことが原因で、満足のいく戦果は得られなかった。そこで、焼夷弾による絨毯爆撃（無差別爆撃・地域爆撃）が新戦術として検討された。ルメイ少将は、アーノルド大将の意向を受けて、ナパーム焼夷弾を漢口に対して使用することにした。94機の出撃機のうち84機が焼夷弾を搭載した。なお、火災による煙で攻撃目標が見えなくなるおそれがあったため、B-29は4群に分かれて風下の南から北へ、それぞれ異なった区域を異なった形式の焼夷弾で順に爆撃する計画とされた。

## 戦闘経過
12月18日朝、第20爆撃集団のB-29が前進基地を離陸した。その数時間前、シェンノート第14空軍司令官は、ルメイ第20爆撃集団司令官に対して空襲開始時刻を45分繰り上げるよう要請していたが、ルメイ少将から攻撃隊への連絡が失敗して、出撃する第20爆撃集団第58爆撃団のうち第40爆撃群には変更命令が届かないでしまった。
12時7分頃、第20爆撃集団のB-29による第一波攻撃隊は、東側から回りこむように漢口上空へ侵入を開始した。最初に侵入した3編隊合計33機のB-29は予定通りの手順で爆撃を行ったが、後続編隊のうち3個編隊が誤った手順で爆撃を行ったため火災の煙が目標上空を覆ってしまい、後続編隊で正しい目標を爆撃できたのは単独行動した数機のみで、残りの多くは中国人の民間人が居住する市街地を誤爆してしまった。
日本側は、B-29多数が武漢方面に接近中であるのを発見すると、第8飛行団長の青木喬少将の統一指揮の下で、飛行第85戦隊の四式戦闘機18機および飛行第25戦隊・第48戦隊の一式戦闘機約20機を迎撃に発進させた。日本側は、B-29爆撃機2機を撃墜（ただし不確実）・11機を撃破と記録している。13時10分頃に第一波攻撃隊が去ると、日本軍戦闘機も補給と整備、乗員の休養のため着陸した。
14時36分頃、第二波攻撃隊として第14空軍のB-24爆撃機34機・各種戦闘機149機が、5群に分かれて漢口上空に飛来した。第二波攻撃隊は、市街地を爆撃するとともに、日本軍飛行場を襲撃した。日本側は空襲警報を発して、戦闘機隊の稼動全機を迎撃に繰り出したが、多数のアメリカ軍護衛戦闘機に阻まれてB-24爆撃機にはたどり着けなかった。空中戦の結果、日本側はP-51戦闘機4機撃墜・3機撃破の戦果を主張しているが、代償に日本機4機が撃墜された。飛行場では日本軍航空機13機が離陸できないまま攻撃を受けて炎上し、6機が大破したほか、施設にも若干の損害があった。なお、アメリカ第14空軍側は、夕刻に出撃した中米混成航空団（CACW, en）のP-40N戦闘機3機が、帰還時刻が夜間になって無灯火の基地に着陸できず、乗機を捨ててパラシュート脱出している。そのうちの1機にはCACW司令のウィリアム・ノーマン・リード（en）少佐が乗っており、脱出に失敗して死亡した。
漢口の市街地では焼夷弾による大火災が発生し、長江岸から5km以内の範囲は3日間にわたって燃え続けた。

## 結果と影響
漢口大空襲において、B-29爆撃機は500トン以上の焼夷弾を投下した。本来の目標に投下されたのはそのうちの38%に過ぎなかったが、それにより目標地域の40-50%を焼却する戦果を上げた。民間人の居住する市街地の被害も甚大で、日本租界の大部分は焼滅、市街地全体の50%が焼失し、結果的に市民2万以上死亡、建物6900戸以上が破壊された。アメリカ陸軍高空軍司令官兼第20空軍司令官のアーノルド大将は、この成果を非常に喜んだ。
また、戦闘により漢口の日本軍航空隊はかなりの痛手を受けた。航空機材の損害は戦闘機4機が撃墜され、戦闘機14機を含む各種航空機19機が地上撃破された結果、武漢地区の稼動戦闘機は20機に激減した。人的損害も大きく、飛行第85戦隊ではエース・パイロットの若松幸禧少佐と柴田力男少尉らが戦死し、戦隊長の斉藤藤吾大佐も被弾火傷した。
漢口大空襲は、焼夷弾による絨毯爆撃戦術を日本本土空襲に導入する実験としての役割を果たした。第14空軍司令官のシェンノートは、「漢口大空襲の結果、ルメイ少将がアジアの市街地攻撃における焼夷弾の有効性を認識し、彼がマリアナ諸島の第21爆撃集団司令官に転任すると高高度精密爆撃から焼夷弾による低空絨毯爆撃へ戦術転換させた」旨を回想している。もっとも、本作戦以前からアメリカ陸軍航空軍は、日本の都市爆撃には焼夷弾が効果的であるとの研究成果を持っており、4ヶ月も前の1944年8月には長崎市に対して小規模ながら夜間の焼夷弾空襲を実施していることから、漢口大空襲がルメイ少将の焼夷弾による低空絨毯爆撃戦術の究極的な起源とまでは言いがたい。